# Government Communications Headquarters
A Government Communications Headquarters, rövidítve GCHQ az Egyesült Királyság titkosszolgálatainak egyike, sigint tevékenységeket végez és felelős a brit kormány és a fegyveres erők információvédelméért. Központja Cheltenhamben található. Munkáját a hírszerző közösség tevékenységét koordináló Joint Intelligence Committee (JIC) irányítja. Az első világháború után hozták létre Government Code and Cypher School (GCCS) néven. 1946 júniusában nevezték át a jelenleg is használt nevére. A GCHQ-ért a mindenkori brit külügyminiszter a felelős, ám a szervezet nem tagja a brit külügyminisztériumnak.

## Felépítése

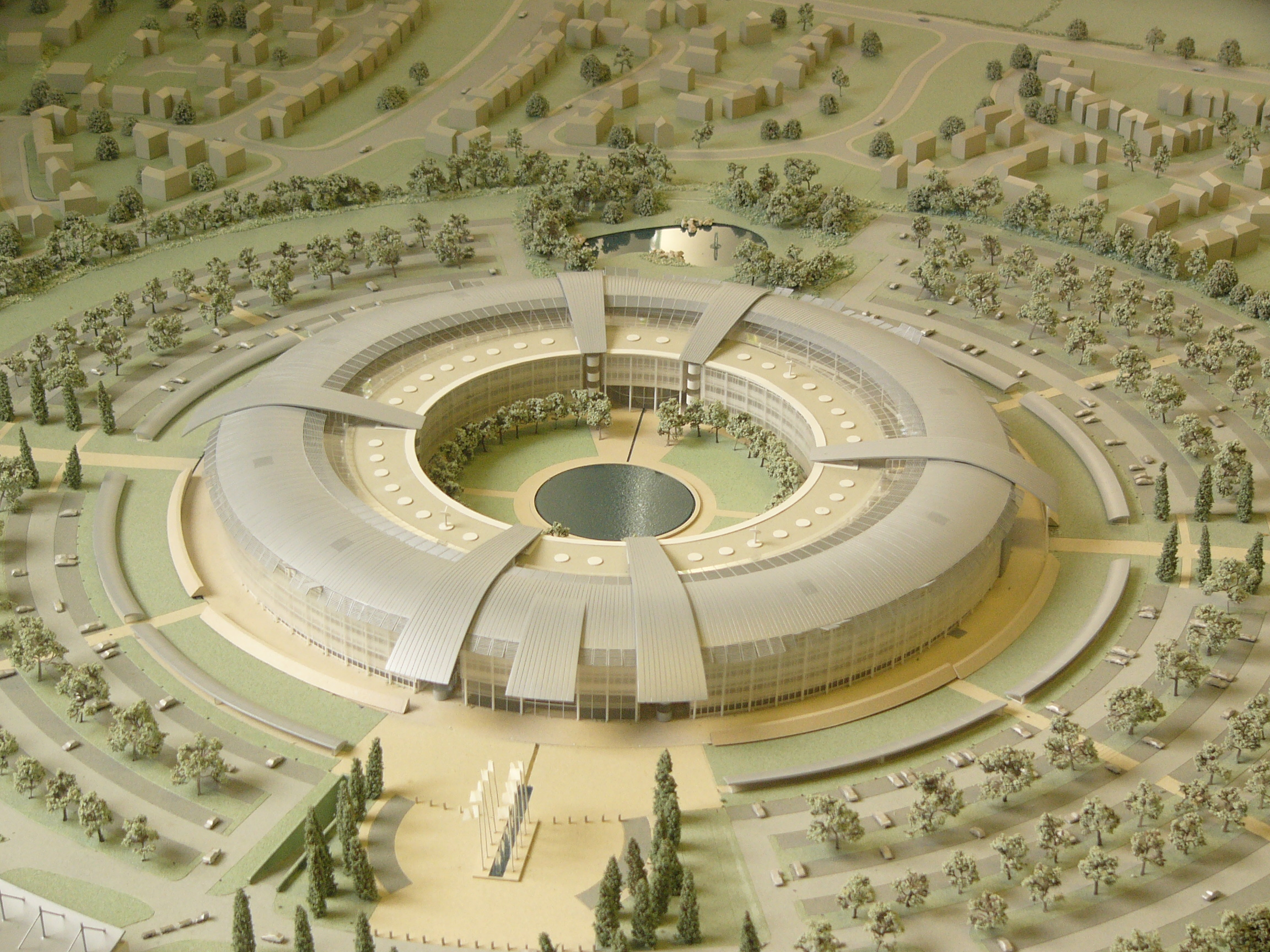
A GCHQ cheltenhami központja, köznevén a "doughnut" terve terepasztalon

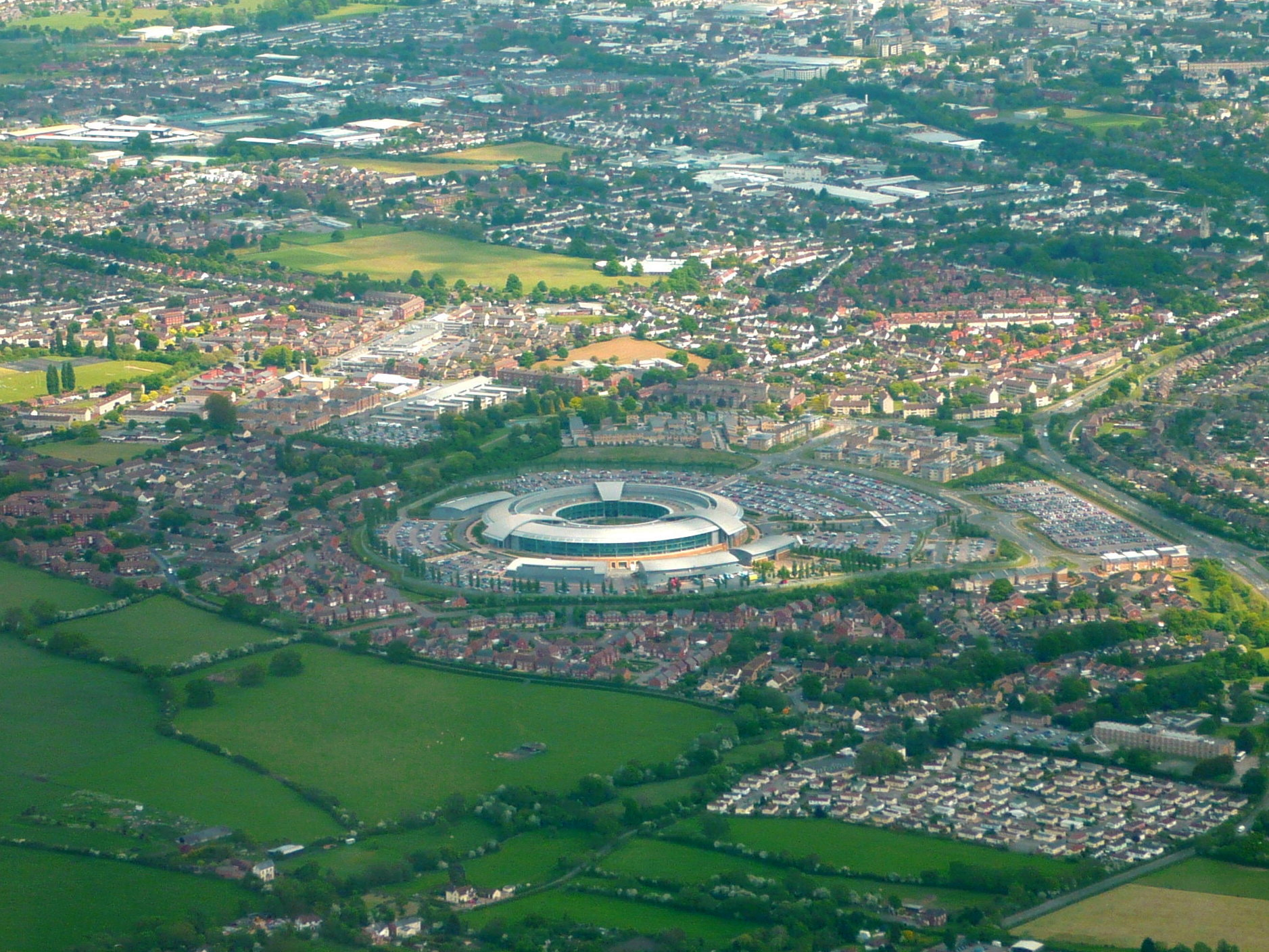
A GCHQ megvalósult épületének látképe

A GCHQ jelenlegi igazgatója Iain Lobban. Szervezeti egységei:
- Sigint Missions (technikai hírszerzés)
  - Maths & cryptoanalysis (matematika és kriptoanalízis)
  - IT & computer systems (informatikai rendszerek)
  - Linguists & translation (nyelvészet és fordítás)
  - Intelligence analysis unit (hírszerzéselemzési egység)
- Enterprise (nagyvállalati rendszerek)
  - Applied Research & emerging technologies (alkalmazott kutatás és felfutó technológiák)
  - Corporate knowledge & information systems (vállalati tudásbázis és informatikai rendszerek)
  - Commercial supplier relationships (vállalati beszállítói kapcsolatok)
  - Biometrics (biometria)
- Corporate management (vállalatirányítás)
  - Enterprise resource planning (nagyvállalati erőforrás-tervezés)
  - Human resources (személyzeti osztály)
  - Internal audit (belső ellenőrzés)
  - Architecture team (vállalatfelépítési csoport)
- Communications-Electronics Security Group (távközlés-elektronikai biztonsági csoport)

## Története

### Government Code and Cypher School (GCCS)
Az első világháború alatt a brit hadsereg és haditengerészet külön rejtjelfejtő ügynökséget üzemeltetett, az MI1b-t illetve az NID25-öt. 1919-ben a brit kormány titkosszolgálatokkal foglalkozó bizottsága azt az ajánlást tette, hogy egy békeidőben is üzemelő kódfejtó ügynökséget érdemes létrehozni, amely feladattal Hugh Sinclairt, a haditengerészeti hírszerzés akkori igazgatóját bízták meg. Sinclair az NID25 és az MI1b szervezetét összeolvasztotta, és a 25-30 tisztből és nagyjából ugyanennyi adminisztratív személyzetből álló új szervezetnek a Government Code and Cypher School (kormányzati kódolási és rejtjelezési iskola) nevet adta. Az oktatási intézmény-jellegű fedőnevet Victor Forbes, a brit külügyminisztérium találta ki. A szervezet eredetileg az Admiralitás irányítása alá tartozott, irodáit a londoni Watergate House-ban rendezte be. A GCCS nyilvános célja "a kormány által használt kódok és rejtjelek biztonságával és felhasználásával kapcsolatos tanácsadás" volt, ám titkos feladatként kapta "a külföldi hatalmak által használt távközlési rejtjelezés tanulmányozását". A GCCS hivatalosan 1919. november 1-jén alakult meg, az első rejtjelet október 19-én törte fel.
A második világháború előtt a GCCS egy relatíve kisméretű szervezet volt. 1922-re a GCCS főleg a diplomáciai üzenetek megfejtésével foglalkozott, bár "egyetlen megfejtett üzenetet sem volt érdemes továbbadni". Ezért a szervezet az Admiralitástól átkerült a külügyminisztérium felügyelete alá. Hugh Sinclair 1923-tól már nem csak GCCS, hanem a Secret Intelligence Service munkáját is felügyelte. 1925-ben mindkét szervezet egy épületbe költözött, a St James’ Park tőszomszédságába.
A második világháború alatt a GCCS nagyrészt a readingi Bletchley Parkba költözött, ahol többek között a német Enigmát is sikeresen feltörték. 1940-re a GCCS 26 ország több mint 150 kriptográfiai rendszerével birkózott meg.
1935-ben Hongkongban megalapították a GCCS távol-keleti kirendeltségét, a Far East Combined Bureau-t (FECB), amelyet 1939-ben Szingapúrba költöztettek. A japán hadsereg malajziai előretörésével a hadsereg és a RAF kódfejtői az indiai Delhibe költöztek, az FECB haditengerészeti kódfejtői pedig először a ceyloni Colombóba, majd a kenyai Mombasa melletti Kilindinibe helyezték át a műveleti központjukat.
A GCCS nevét 1946 júniusában "Government Communications Headquarters"-re változtatták.

### A második világháború után
A GCHQ először Eastcote-ba települt, de 1951-ben átköltözött Cheltenham külterületén két központba is: Oakley és Benhall. A GCHQ létezését egészen egy 1983-as KGB-s kémbotrány kirobbanásáig meglehetős titok övezte.

### A hidegháború vége után
1994 óta a GCHQ tevékenységét a brit parlament hírszerzési és biztonsági bizottsága felügyeli. A szervezet hidegháború utáni céljait az 1994-es hírszerzési törvény, az Intelligence Services Act 1994 határozza meg.
2003 végén a GCHQ a köznép által csak doughnut-nak csúfolt épületbe költözött, amely akkor 337 millió fontos költségével Európa második legdrágább középülete volt.

## Tevékenysége
A GCHQ hírszerzési adatait számos távközlési és egyéb elektronikus jel megfigyelése, elemzése illetve dekódolása alapján szerzi, amelyhez az Egyesült Királyságon belül és kívül számos lehallgatóállomást épített. A létesítmények közé tartozik a GCHQ cheltenhami központja, a cornwalli part közelében található GCHQ Bude, az Ascension-szigeten található központ, valamint az amerikai hadsereggel közösen üzemeltetett yorkshire-i Menwith Hill és a ciprusi Ayios Nikolaos Station.
A sigint tevékenységén kívül a GCHQ felel a kormányzati távközlési rendszerek biztonságáért.

## Fordítás
- Ez a szócikk részben vagy egészben  a   Government Communications Headquarters című angol Wikipédia-szócikk ezen változatának fordításán alapul.  Az eredeti cikk szerkesztőit annak laptörténete sorolja fel. Ez a jelzés csupán a megfogalmazás eredetét és a szerzői jogokat jelzi, nem szolgál a cikkben szereplő információk forrásmegjelöléseként.